# مبارزه زمینی

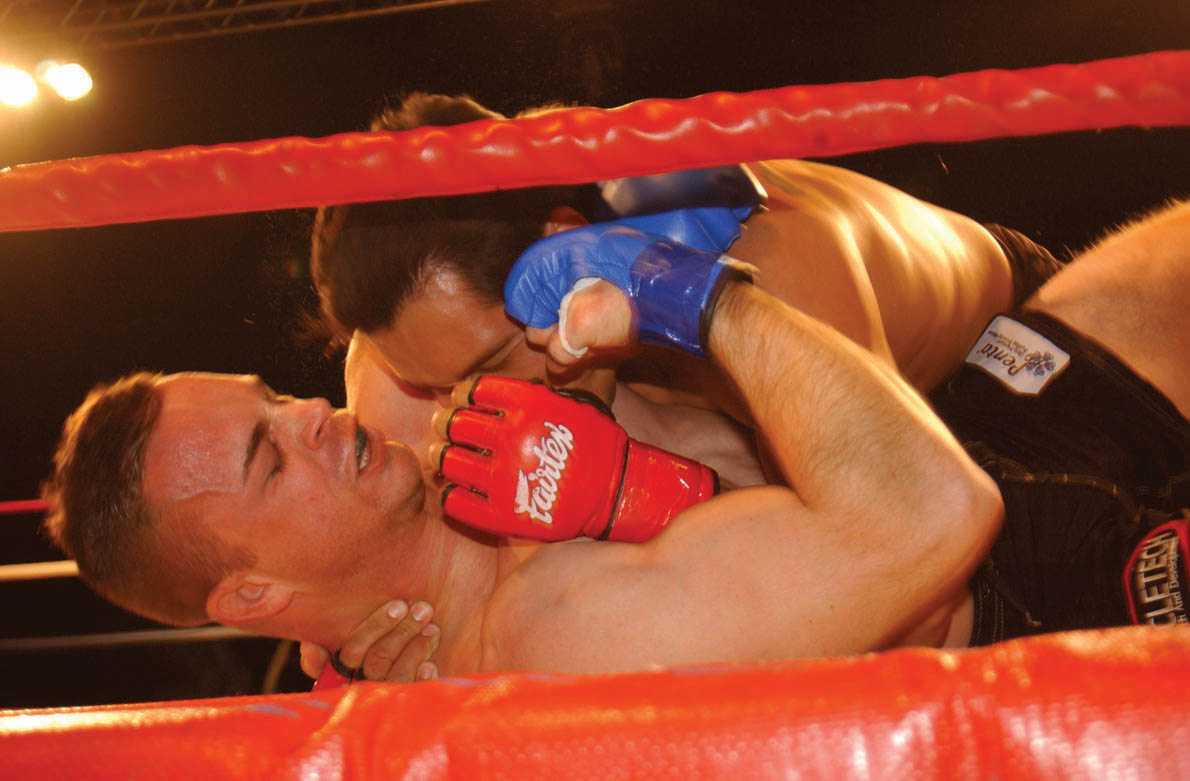
مبارزه زمینی که در یک مسابقه هنرهای رزمی ترکیبی اتفاق می‌افتد

مبارزه زمینی (که به عنوان کار زمینی یا بازی زمینی نیز شناخته می‌شود) به مبارزه تن‌به‌تن اشاره دارد که در آن مبارزان روی زمین هستند. این اصطلاح به‌طور معمول در هنرهای رزمی ترکیبی و دیگر ورزش‌های رزمی به کار می‌رود و همچنین در انواع مختلف هنرهای رزمی برای تعیین مجموعه‌ای از تکنیک‌های گلاویز شدن که توسط یک مبارز روی زمین استفاده می‌شود، به کار می‌رود. مبارزه زمینی، اصلی‌ترین بخش جوجیتسو برزیلی است و به مقدارهای مختلف در کشتی کج، جودو، جوجوتسو، سامبو، کشتی‌شوت، کونگ‌فوی سگ دی‌شوچوان، برخی از مدارس شواژیاو و دیگر سبک‌های کشتی‌گیری نیز مشاهده می‌شود.
مشابه مبارزه در حالت کلینچ، مبارزه زمینی به این معنی است که مبارزان در فاصله بسیار نزدیک به یکدیگر هستند و معمولاً یکی یا هر دو مبارز با استفاده از تکنیک‌های مختلف گلاویز شدن حریف را می‌گیرند. بسته به موقعیت مبارزان، این نزدیکی می‌تواند امکان استفاده از تکنیک‌هایی مانند گاز گرفتن، قفل‌های خفه‌کننده، ماهی‌گیری (کشیدن لب‌ها)، فشار به چشم‌ها، قفل‌های مفصلی، تکنیک‌های نقاط فشار یا انواع ضربات را فراهم کند.

## ضربه زدن روی زمین
ضربه زدن روی زمین، که به‌طور سنتی توسط اکثر هنرهای کشتی‌گیری نادیده گرفته شده، جنبه مهمی از مبارزه زمینی است. به‌طور معمول، موقعیت بالایی برای انواع مختلف ضربات بهتر از موقعیت پایینی است، زیرا مبارزی که در موقعیت بالا قرار دارد می‌تواند فاصله و حرکت لازم برای ضربات مؤثر را ایجاد کند، در حالی که مبارز در موقعیت پایین توسط زمین و مبارز بالا محدود می‌شود. عامل دیگری که مهم است گرانش است که به نفع مبارز بالا هنگام ضربه زدن به پایین است. علاوه بر این، اثر ضربات زمینی می‌تواند بسته به منطقه ضربه‌خورده تقویت شود، چرا که ضربه باعث می‌شود حریف به زمین فشرده شود. انواع ضرباتی که می‌توانند به‌طور مؤثر استفاده شوند به موقعیت کشتی‌گیری خاص بستگی دارند. ضربات رایج شامل آرنج‌ها، ضربه به سر، زانوها و مشت‌ها می‌شوند.

## آلبوم عکس

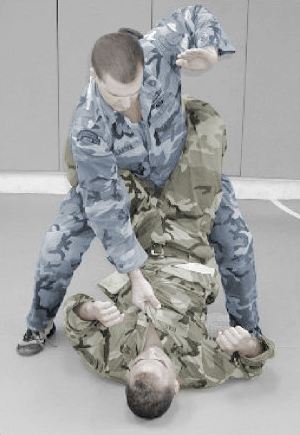
اگرچه گارد معمولاً در کشتی‌گیری خالص به عنوان یک موقعیت مطلوب در نظر گرفته می‌شود، اما مشت‌ها می‌توانند از موقعیت بالا بسیار مؤثر باشند.
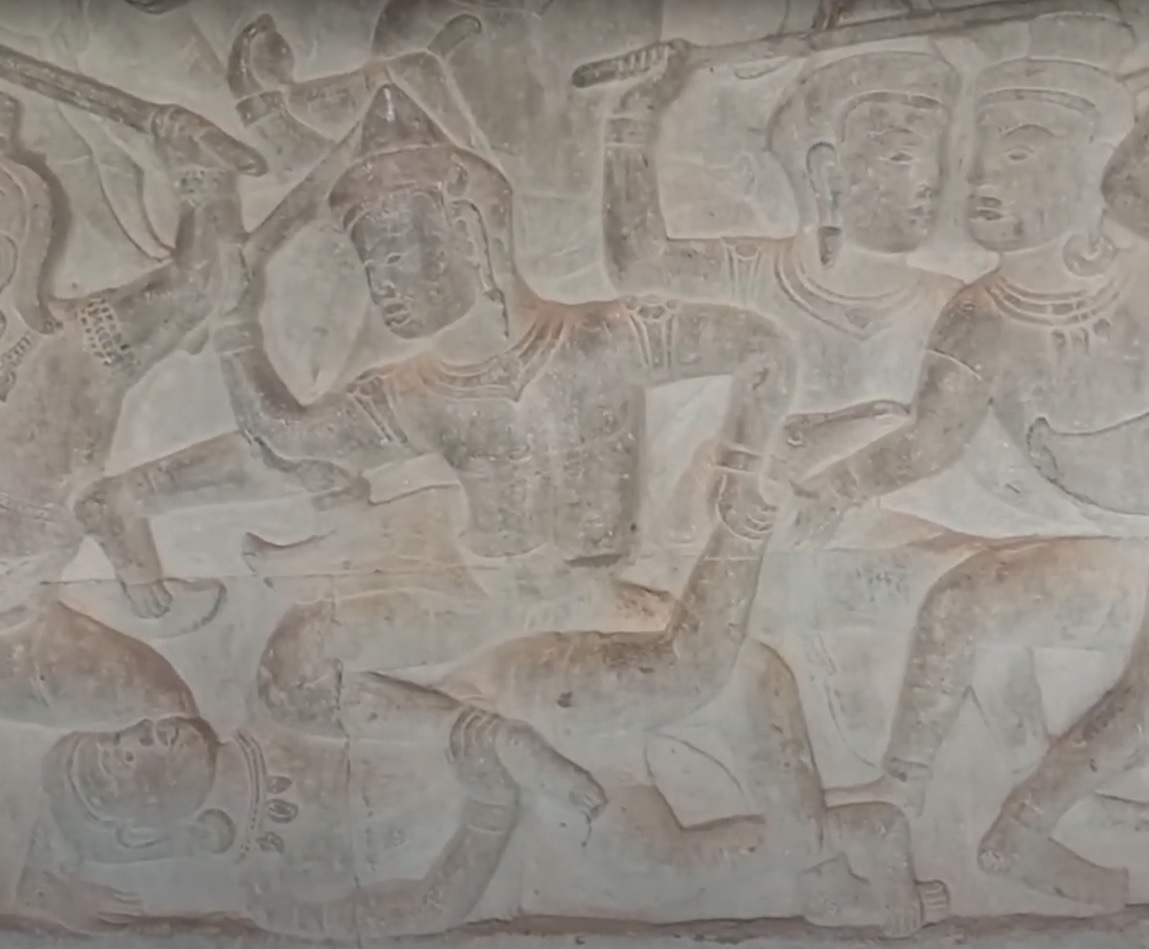
نقش‌برجسته‌ای از موقعیت زانو روی سینه (knee mount). واقع در انگکور وات (سده دوازدهم میلادی) در پادشاهی کامبوج.
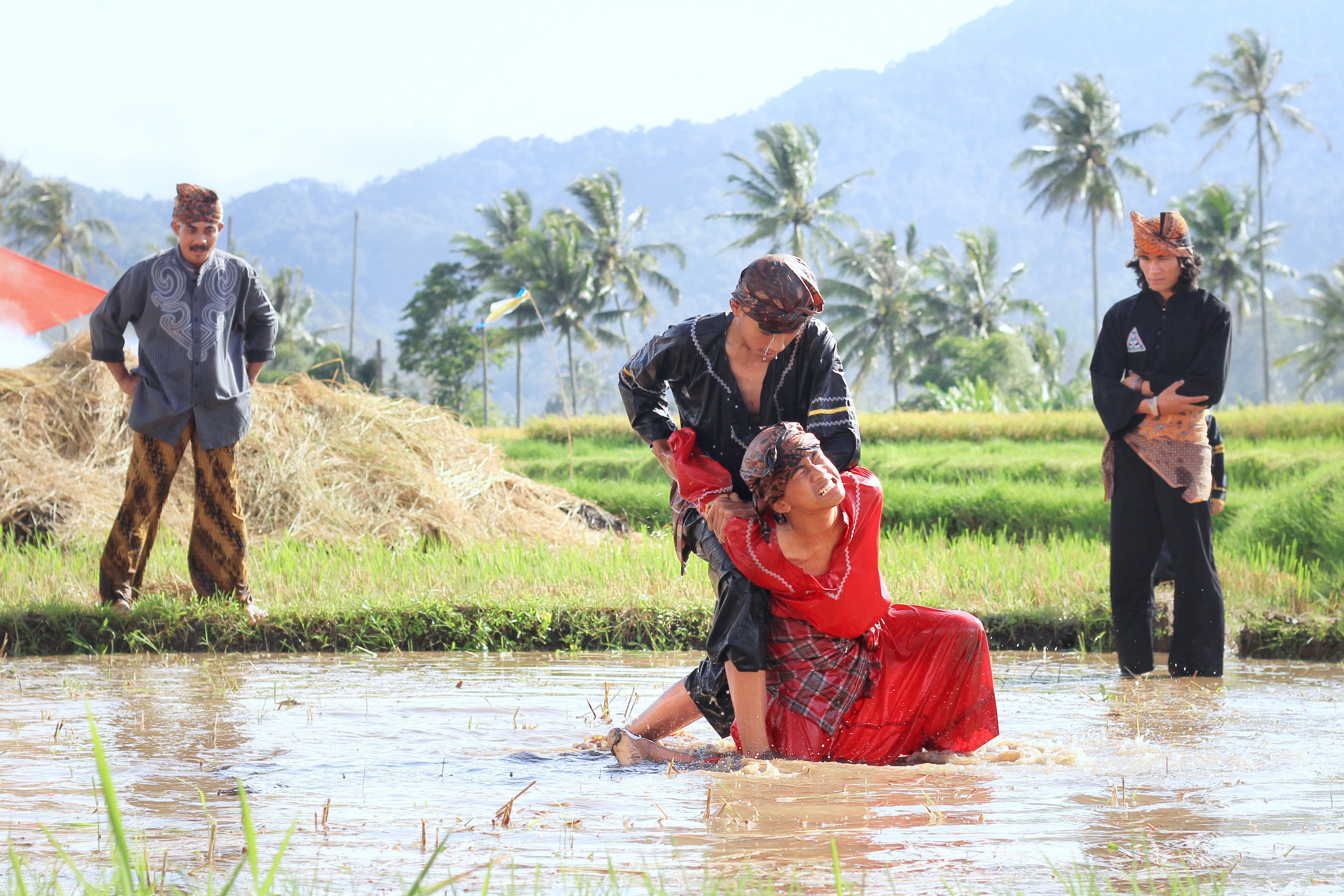
قفل تسلیمی بر روی حریف زمین‌خورده در سیلات میننگکاباو.
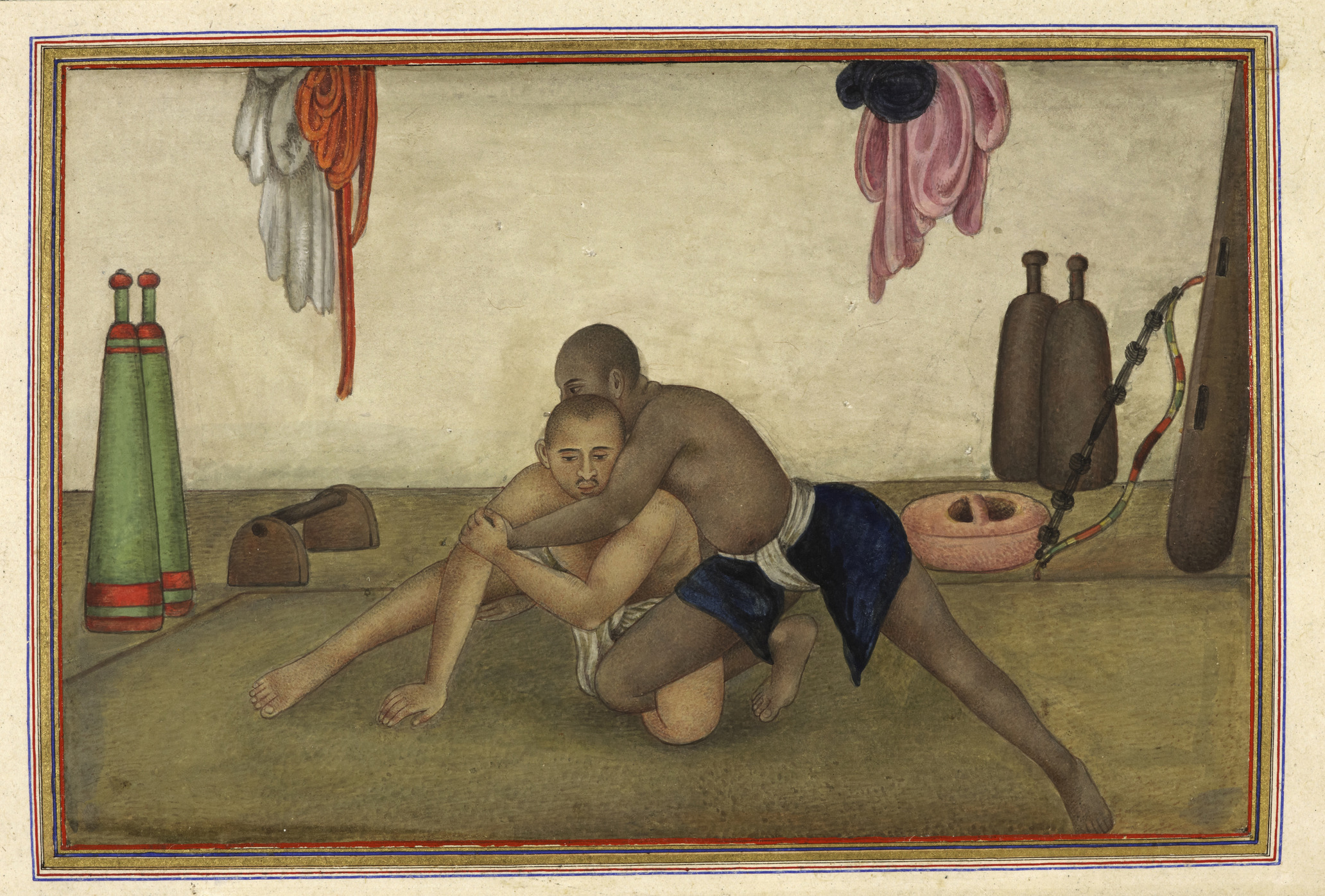
مبارزه زمینی در پهلوانی، در یک نقاشی از سال ۱۸۲۵.
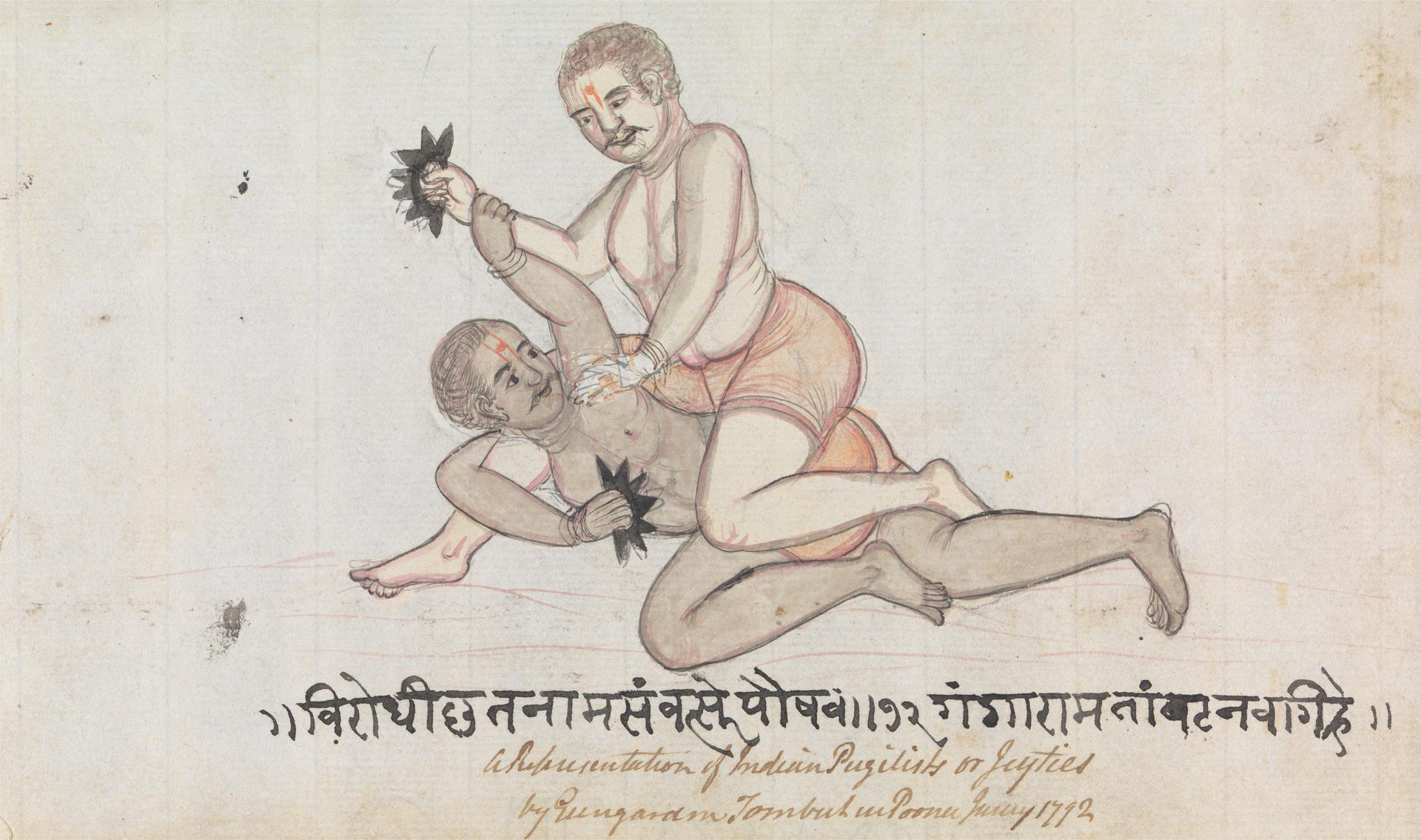
نقاشی از مبارزه زمینی در کشتی هندی (۱۷۹۲ میلادی).
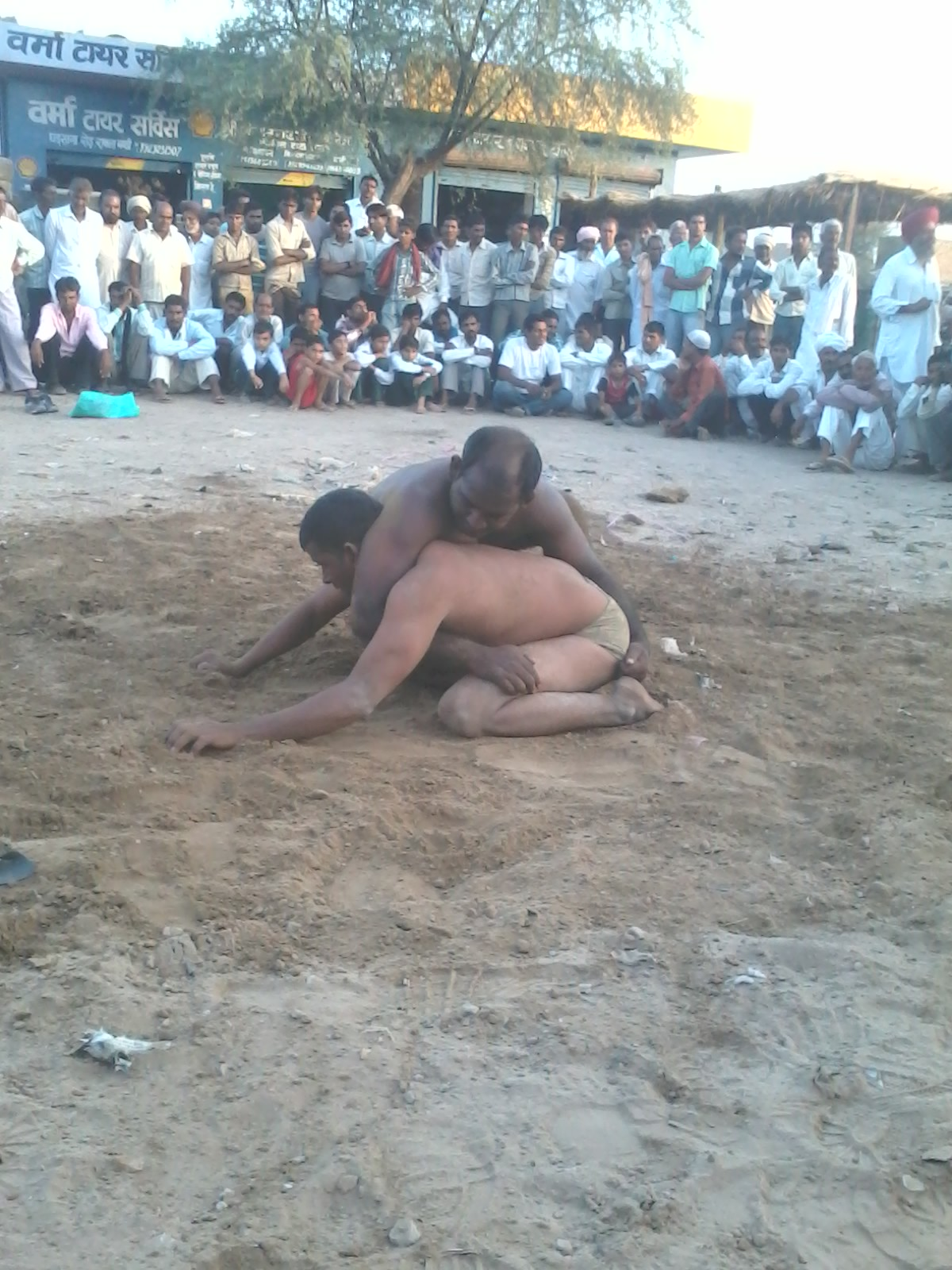
مبارزه زمینی در کشتی هندی.
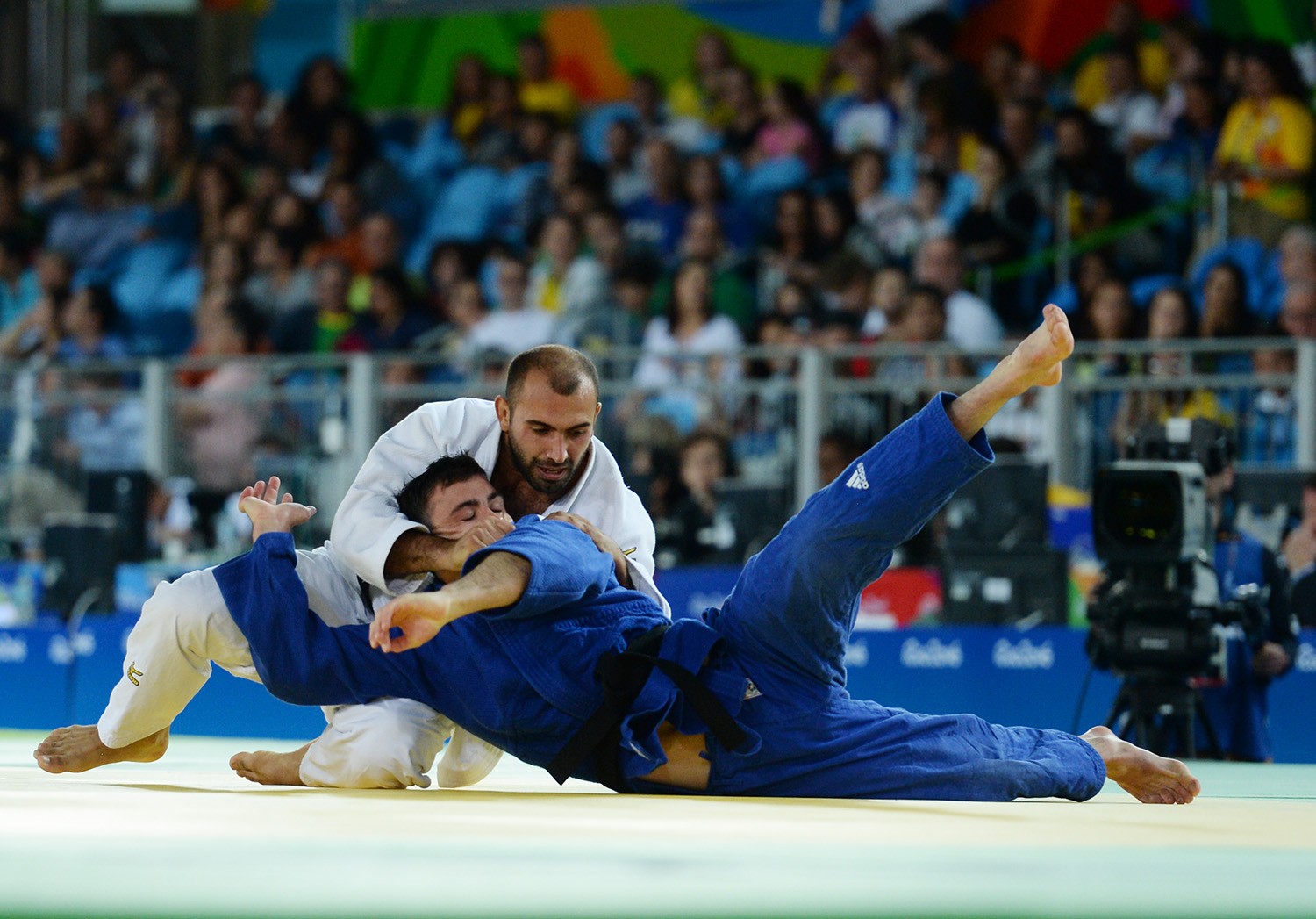
مبارزه زمینی در جودو.
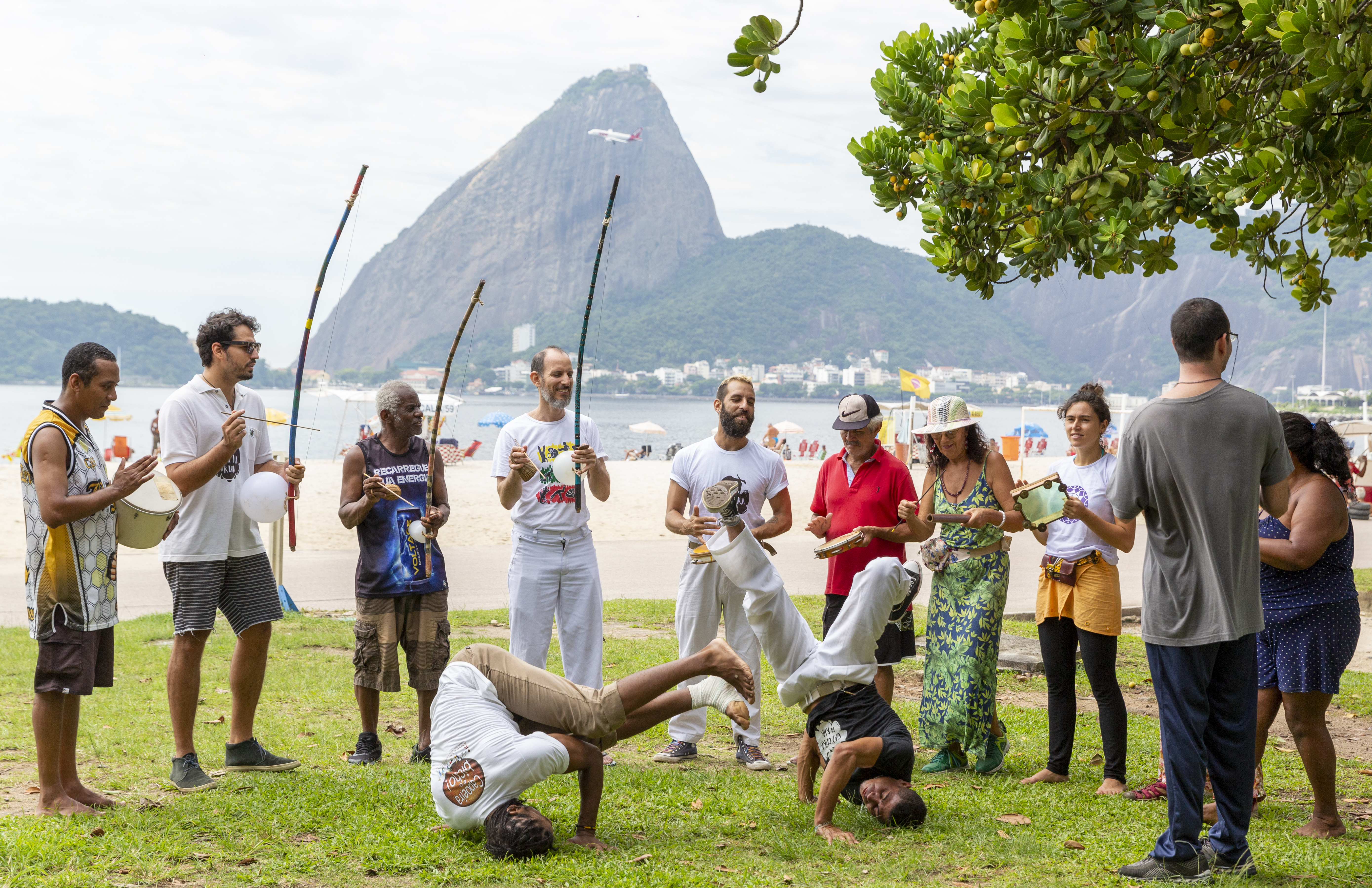
مبارزه زمینی در کاپوئرا
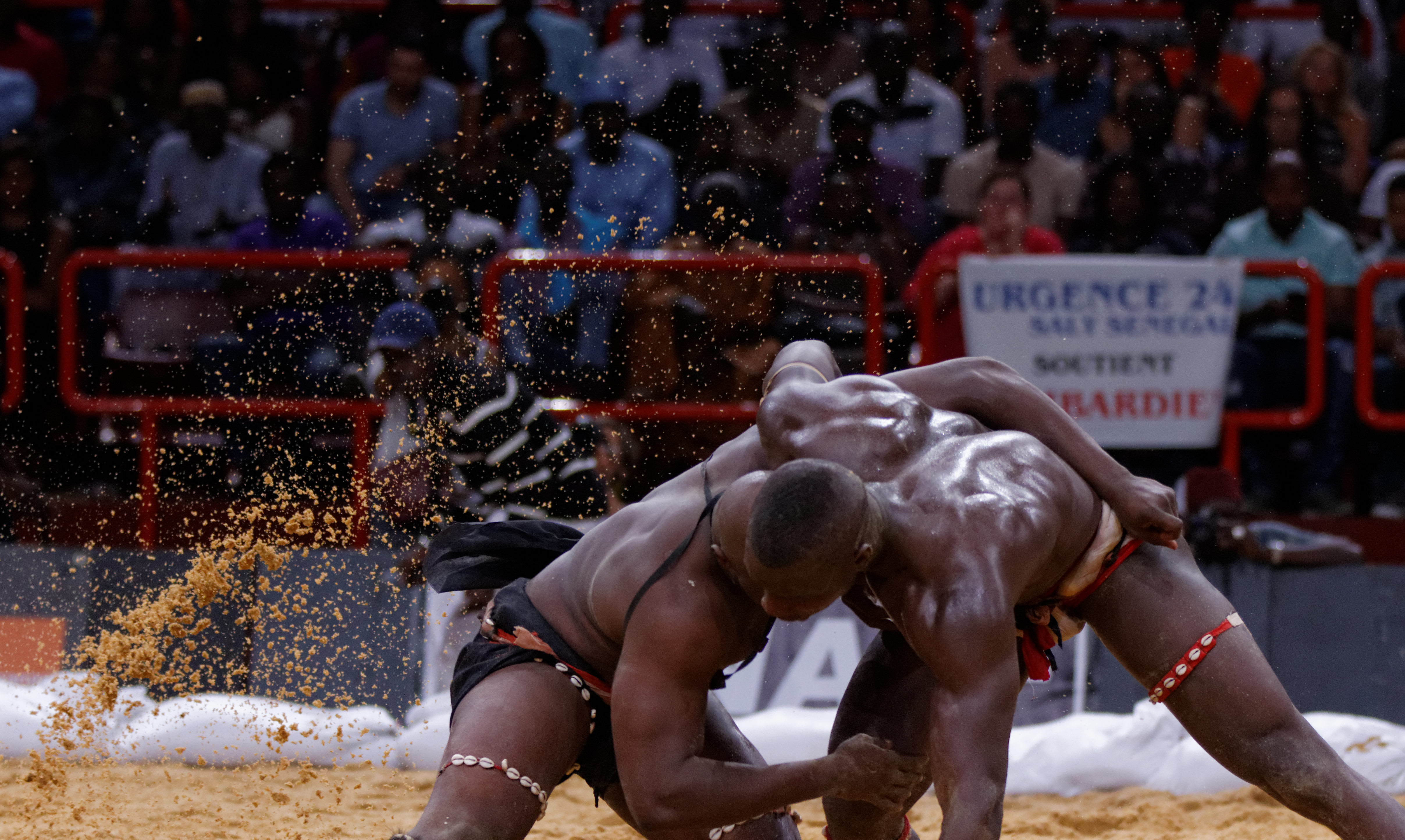
مبارزه زمینی در کشتی سنگالی
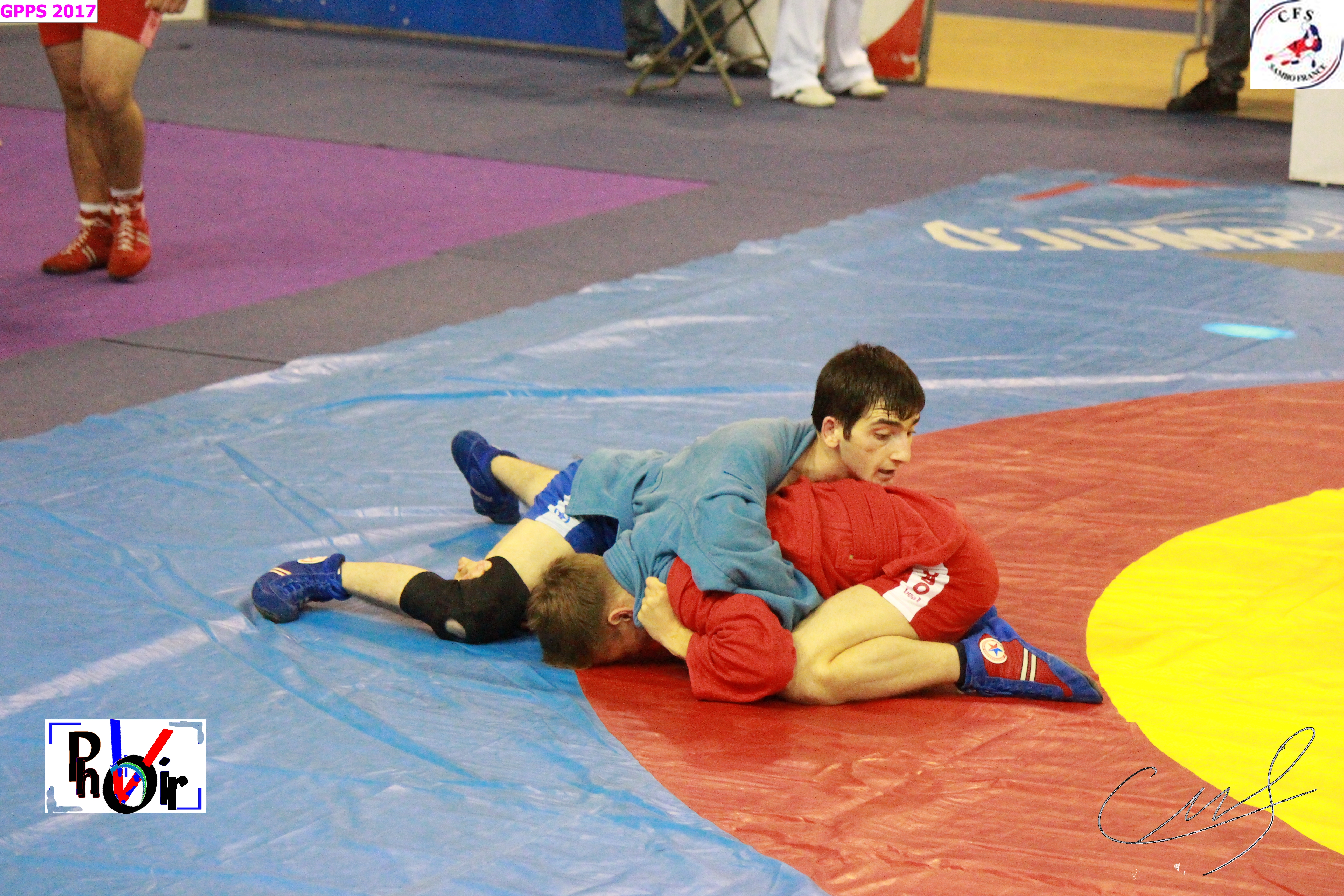
مبارزه زمینی در سامبو
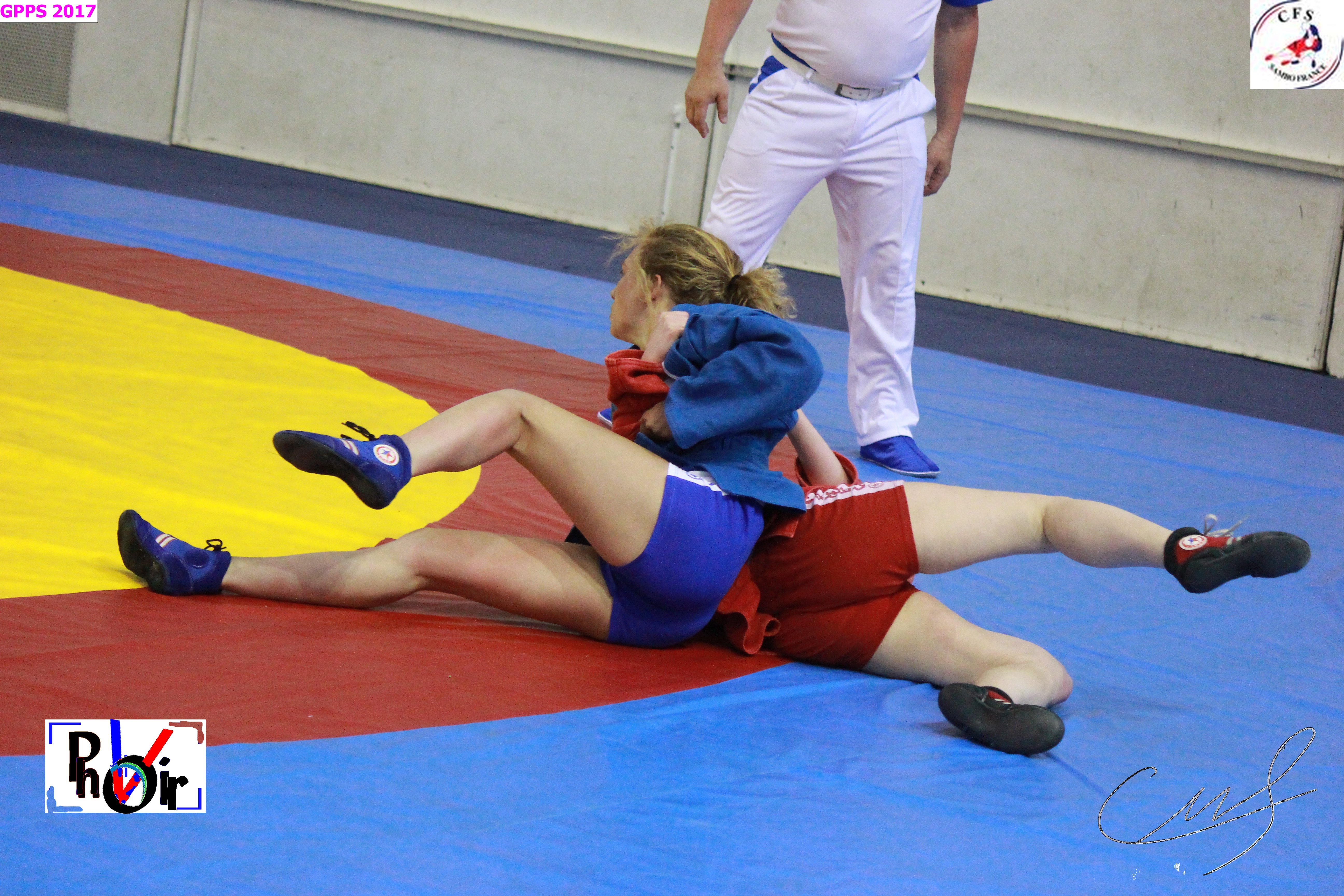
مبارزه زمینی در سامبو
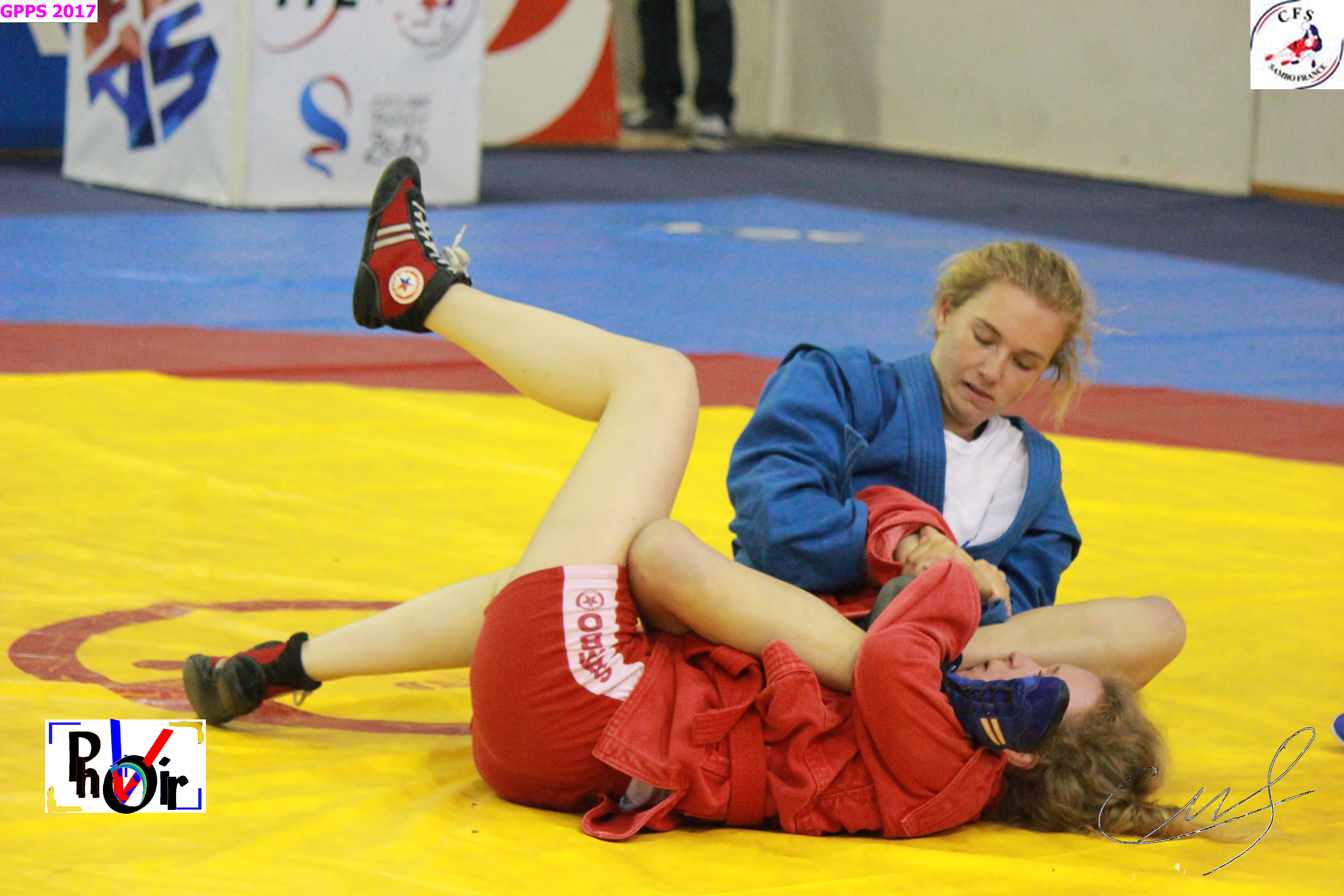
مبارزه زمینی در سامبو